# فرانک مک‌لینتک
فرانک مک‌لینتک (انگلیسی: Frank McLintock؛ زادهٔ ۲۸ دسامبر ۱۹۳۹) بازیکن فوتبال اهل اسکاتلند است.

## باشگاهی
از باشگاه‌هایی که در آن بازی کرده‌است می‌توان به باشگاه فوتبال کویینز پارک رنجرز، باشگاه فوتبال آرسنال، باشگاه فوتبال لستر سیتی و اشاره کرد.

## تیم ملی
وی همچنین در تیم ملی فوتبال اسکاتلند بازی کرده‌است.